# Le Passage à niveau
Le Passage à niveau est un tableau réalisé par Fernand Léger en 1912. Cette huile sur toile cubiste représente un passage à niveau. Exposée au Salon d'Automne de 1912 à l'intérieur de la Maison cubiste, elle est aujourd'hui conservée à la fondation Beyeler, à Riehen, en Suisse.

## Historique
Fernand Léger (1881-1955) peint, en 1912, le tableau, intitulé « Le passage à niveau ». Elle reste la propriété de l'artiste jusqu'à sa mort en 1955.
En 1955 ou 1956, elle devient la propriété de Nadia Léger.
Elle est acquise en 1980 par la Collection Beyeler à Bâle, puis devient, en 1991, la propriété de la Fondation Beyeler, toujours à Bâle.
De 2011 à 2012, la fondation Beyeler étudie et restaure la toile.

## Caractéristiques de l'œuvre
Huile sur toile, format : 94.0 x 81.0 cm, signée et datée en bas à droite : 12, F. Léger. Au verso en haut à gauche : Le passage à niveau - F. Léger - 1912.

## Situation du tableau dans l'histoire de l'art
C'est un « rare paysage de jeunesse de Léger situé à l’intersection entre représentation figurative et abstraction, n’exerce pas seulement une fonction de charnière dans l’oeuvre de l’artiste. Il joue également un remarquable rôle de passerelle entre les oeuvres de Paul Cézanne et Henri Rousseau et les tableaux cubistes de Pablo Picasso et Georges Braque ».

## Expositions
- Salon d'Automne de 1912, Grand Palais, Paris, 1912[4].
- Le Cubisme, Centre national d'art et de culture Georges-Pompidou, Paris, 2018-2019.

## Autres œuvres du même nom chez Léger
- « Passage à niveau », dessin du 28 juillet 1919, format : 32x49,70[5].
- « Le passage à niveau », état définitif du 11 décembre 1919, format : 96x130[5].